# Carl August Södergren
Carl August Södergren, C.A. Södergren, född 15 september 1850 i Norrby socken, Västmanlands län, död 1 juni 1922 i Söderhamn, Gävleborgs län, var en svensk drätselförvaltare.
Södergren kom vid 16 års ålder till en släkting som drev handelsrörelse i Söderhamn och var drätselförvaltare i Söderhamns stad 1878–1918. Han fick mycket att ombesörja när byggnadsverksamheten började komma i gång efter stadsbranden 1876.
Södergren innehade även under många år även en mängd kommunala och enskilda uppdrag, bland annat som ledamot av Gävleborgs läns landsting. I Gamla spritförsäljningsbolaget och därefter i AB Göteborgssystemet i Söderhamn var han en mångårig medlem och båda bolagens ledande kraft. År 1893 var han en av grundarna av Söderhamns elektriska belysningsbolag.